# Стратфорд-Маркет (электродепо)
Стратфорд-Маркет (англ. Stratford Market Depot) — электродепо Юбилейной линии лондонского метрополитена, расположенное в Стратфорде (лондонский район Ньюхэм) на месте бывшего рынка между станциями Стратфорд и Уэст-Хэм Юбилейной линии. Построено в середине 1990-х годов в рамках продления линии. Является основным депо для хранения и обслуживания составов 1996 серии, хотя часть поездов находятся в электродепо Нисден.

## Строительство
Проект продления Юбилейной линии включал строительство нового электродепо для обслуживания расширенной линии. Увеличение числа станций на линии требовало увеличения количества поездов, курсирующих по ней. Ранее построенное депо Нисден не могло разместить новые составы на своих площадях. Участок на месте сельскохозяйственного рынка «Стратфорд-Маркет» был выбран из нескольких вариантов, так как находился в промзоне и не требовал сноса жилого фонда. В память о том, что в прошлом здесь находился рынок, на котором велась торговля овощами и фруктами, новое депо назвали Стратфорд-Маркет.
Строительство началось в апреле 1994 года. В ходе земляных работ строители случайно наткнулись на исторические артефакты, а археологические раскопки обнаружили свидетельства существования аббатства Стратфорд-Лангторн, а также 674 могилы. Останки были перезахоронены на территории современного цистерцианского аббатства на горе Сен-Бернар в Лестершире. Депо полностью открылось в марте 1998 года, до официального начала движения по новому участку Юбилейной линии, что позволило провести испытания и ввод в эксплуатацию новых поездов 1996 серии, а также обкатать модернизированную инфраструктуру, связанную с увеличением количества вагонов в поездах.